# Ctenochromis benthicola
Ctenochromis benthicola és una espècie de peix de la família dels cíclids i de l'ordre dels perciformes.

## Morfologia
- Els mascles poden assolir 21,5 cm de longitud total.[3][4]

## Hàbitat
Viu en zones de clima tropical entre 23 °C-27 °C de temperatura.

## Distribució geogràfica
Es troba a Àfrica: nord del llac Tanganyika.